# Den travle Juletid
|  | Denne artikel er oprettet af botten Steenthbot ud fra en ekstern database. Den kan derfor have sproglige fejl eller mangler. Denne skabelon kan fjernes efter kontrol af indholdet. |

Den travle Juletid er en dansk dokumentarisk optagelse fra 1940.

## Handling
Juletiden afstedkommer en masse travlhed. Juletræer ankommer til byen. Børnehavebørn klipper kravlenisser. Jule-dukketeater. Julepyntede vinduer på Strøget - julemænd og børn overalt. Juleænderne er klar til slagtning, de ender i slagterens udstillingsvindue. Der skal også produceres stearinlys. Amerikabåden ankommer med julegæster. En gigantisk julelagkage skal fragtes afsted på åben ladvogn. Illums flotte julevinduer og travlhed på etagerne. Aalborgbåden afgår kl. 21 under stor festivitas. Travlhed med sortering af juleposten og de mange pakker, der skal nå frem til tiden. Julebelysning på Strøget og det store juletræ på Rådhuspladsen. Arbejdspladser fejrer også jul, bl.a. med stoleleg! Til slut et kort glimt af kongefamilien.

## Medvirkende
- Kong Christian X
- Dronning Alexandrine
- Kong Frederik IX
- Dronning Ingrid